# Teleromagna
Teleromagna è un’emittente televisiva con sedi a Cesena, Forlì, Rimini e Ravenna e Bologna.  

## Storia
Fondata nel 1974 da Annibale Persiani, è una delle prime televisioni private sorte in Italia 
Nel 2004 viene rilevata da Pubblisole spa, una società che racchiude un pool delle principali realtà economiche del territorio romagnolo, che rilancia l’emittente affiancando all'attività editoriale quella della comunicazione.
Teleromagna trasmette principalmente programmi di informazione locale in diretta, attualità, sport, intrattenimento, politica ed economia con format di punta come Pianeta Bianconero, A Tutta Bici, Panorama Basket, Cartellino Giallo, Degni di Nota, Talk24 e Fischio Finale.
Nel 2016 Teleromagna crea il portale d’informazione TR24.it e nel 2017 lancia il nuovo canale all-news TR24 dopo aver acquisito l’LCN 11. Attualità, cronaca, sport, politica ed economia di tutte le principali città del territorio h24.
Nel 2022, con l’avvento del digitale terrestre di seconda generazione, Teleromagna è visibile con l’LCN 14 in tutta la regione Emilia Romagna e con l’LCN 84 nella provincia di Belluno.
Il canale all-news TR24, col riassetto dei canali, ha proseguito invece la sua programmazione sull’LCN 78 visibile in tutta l’Emilia Romagna e poi si è trasformato in TR SPORT. La testata giornalistica, diretta da Ludovico Luongo, prosegue le sue attività sul canale generalista fregiandosi del marchio 'TR24'.